# Maksym Marusycz
Maksym Wiaczesławowycz Marusycz, ukr. Максим Вячеславович Марусич (ur. 17 lipca 1993 w Połtawie) – ukraiński piłkarz, grający na pozycji pomocnika.

## Kariera piłkarska

### Kariera klubowa
Wychowanek klubu Worskła Połtawa, barwy którego bronił w juniorskich mistrzostwach Ukrainy (DJuFL). 16 października 2010 roku rozpoczął karierę piłkarską w młodzieżowej drużynie Worskły. W lipcu 2014 przeszedł do Karpat Lwów, ale wkrótce 31 sierpnia kontrakt został anulowany. Po półrocznej przerwie wiosną 2015 został piłkarzem klubu Hirnyk-Sport Komsomolsk. W marcu 2016 przeniósł się do Desny Czernihów. W lipcu 2016 jako wolny agent wrócił do Hirnyka-Sport Komsomolsk. Na początku 2017 został piłkarzem litewskiego FK Jonava. 13 marca 2018 podpisał kontrakt z FK Rīgas Futbola skola. W sierpniu 2019 przeniósł się do FK Jelgava. 14 stycznia 2020 opuścił łotewski klub.

### Kariera reprezentacyjna
W 2008 występował w juniorskiej reprezentacji U-16, a w 2014 bronił barw młodzieżowej reprezentacji Ukrainy.